# Radio Rekord
Radio Rekord – komercyjna sieć lokalnych rozgłośni radiowych, działających w województwie mazowieckim i świętokrzyskim. Sieć prowadzona jest przez spółkę Radio Rekord FM S.A z siedzibą przy ulicy Okulickiego 39 w Radomiu.

## Stacje i częstotliwości
Sieć Radia Rekord tworzy pięć stacji radiowych, których siedziby znajdują się w Radomiu (nadajniki w Radomiu oraz Iłży, siedziba sieci stacji), Kielcach (nadajniki w Kielcach oraz Ostrowcu Świętokrzyskim), Ciechanowie i Sandomierzu.
Radomska stacja - Radio Rekord – Rodzime Radio korzysta z dwóch nadajników:

- w Radomiu (106,2 MHz – ERP 1 kW) 

- w Iłży (93,4 MHz – ERP 1 kW)
Radio Rekord Mazowsze korzysta z nadajnika w Ciechanowie (88,7 MHz – ERP 0,5 kW).
Radio Rekord Kielce:

- w Kielcach (100,8 MHz – ERP 5 kW)

- w Ostrowcu Świętokrzyskim (100,9 MHz – ERP 1 kW) 
Od końca maja 2024 roku działa też nadajnik w Sandomierzu (99,7 MHz – ERP 0,1 kW). 
Od 27 kwietnia 2018 do 1 stycznia 2023 roku nadawca nadawał w Ostrowcu Świętokrzyskim program Radio Rekord FM Świętokrzyskie na częstotliwości 89,6 MHz. Po uzyskaniu częstotliwości po Radiu Fama Kielce (100,9 MHz, wraz z kielecką częstotliwością 100,8 MHz) nadawca zrzekł się koncesji na częstotliwość 89,6 MHz, nadajnik wyłączono w noc sylwestrową 2022/2023, a programu Radia Rekord Kielce w Ostrowcu można słuchać na częstotliwości 100,9 MHz.

## Historia
Radio Rekord powstało w Radomiu 29 października 1994 r. a nadawanie testowe rozpoczęła na początku tego samego miesiąca. Rozgłośnia emituje swój program w Radomiu na częstotliwości 106,2 MHz oraz Iłży na częstotliwości 93,4 MHz, korzystając z nadajników o mocy 1,0 kW.
26 marca 2018 roku Radio Rekord otrzymało koncesję na produkcję i emisję lokalnej stacji radiowej w Ostrowcu Świętokrzyskim. Testowa emisja programu ruszyła 27 kwietnia 2018, zaś oficjalne nadawanie (pod nazwą Rekord – Radio Świętokrzyskie na częstotliwości 89,6 MHz) ruszyło 8 czerwca tego samego roku. 24 stycznia 2020 roku emisje rozpoczął trzeci oddział nadawcy emitujący swój program jako Radio Rekord Mazowsze, poprzedzając to emisją testową prowadzoną od 3 stycznia tego samego roku.
Od 19 lutego 2022 roku na stronie Radia Rekord była prowadzona emisja testowa oddziału Radia Rekord Kielce. Na falach 100,8 MHz w Kielcach (5 kW) i 100,9 MHz (0,1 kW) w Ostrowcu Świętokrzyskim zastąpiła ona, wyłączone dzień wcześniej, Radio Fama Kielce.
Oficjalna emisja Radia Rekord w Kielcach rozpoczęła się 14 listopada 2022 roku jednak wyłącznie na częstotliwości 100,8 FM.
Na początku grudnia 2022 roku została włączona częstotliwość 100,9 FM w Ostrowcu Świętokrzyskim zaś dotychczasowa (89,6 FM) została wyłączona z końcem roku.
29 maja 2024 roku ruszyła testowa emisja Radia Rekord Sandomierz na częstotliwości 99,7 MHz. Stacja wygrała prawo do tej emisji w konkursie, którego rezultat był ogłoszony pod koniec marca 2022 roku.
Radio Rekord, podobnie jak Telewizja Dami oraz portal informacyjny „Cozadzień.pl”, wchodzi w skład Rekord Grupy Mediowej.

## Profil programu
Rozgłośnie Radia Rekord emitują program o charakterze muzyczno-informacyjnym. Stacje mają wspólną ramówkę, format muzyczny oraz – w dużym stopniu – playlistę, która jednak w określonych porach jest różna dla poszczególnych rozgłośni wchodzących w skład Radia Rekord. Program każdej z nich tworzy – poza wybranymi audycjami, wspólnymi dla wszystkich rozgłośni – osobny zespół prezenterów i dziennikarzy ze studia lokalnego.
W ramówce stacji znajdują się zarówno aktualności z kraju i ze świata (emitowane co godzinę) jak i te lokalne także w wersji skróconej. Dodatkowo są serwisy drogowe i pogodowe, programy publicystyczne, poradnikowe oraz rozrywkowo-muzyczne. Flagową pozycją w ramówce stacji jest weekendowo-świąteczny „Rekordowy Róg Obfitości" który to jest koncertem życzeń tworzonym osobno przez oddziały Radia Rekord lecz o tej samej porze w ramówce stacji. 
Radio Rekord emituje muzykę wykorzystując własny format oparty na muzyce tanecznej z kilku ostatnich dekad oraz gatunkach disco polo, dance, pop, rhythm and blues oraz rock.

## Audycje Radia Rekord
Obecnie Radio Rekord emituje następujące programy: 
- „Wiadomości Radia Rekord”
- „Studio Lokalne Radia Rekord”
- „Poranna Rozmowa Radia Rekord” – poniedziałek – piątek po godzinie 8:00 (w przypadku Radomia program ten jest emitowany równolegle w Telewizji Dami)
- „Południowa Rozmowa Radia Rekord” – poniedziałek – piątek 12:00
- „Rekordowa Giełda Pracy” – poniedziałek – piątek 09:30, 11:30 i 13:30
- „Obudź się” – poniedziałek – piątek od 6:00 do 10:00 (we wszystkich oddziałach)
- „I wszystko gra” – poniedziałek – piątek od 10:00 do 13:00
- „Polska Godzina” – poniedziałek – piątek od 13:00 do 14:00
- „Co za dzień” – poniedziałek – piątek od 14:00 do 18:00 (tę samą nazwę nosi też informacyjny portal internetowy prowadzony w przez stację)
- „Sportowe Podsumowanie Tygodnia” – poniedziałek od 18:00 do 22:00
- „Handball FM” – poniedziałek od 18:00 do 19:30  (tylko w Radiu Rekord Kielce)
- „Mixy i Remixy"– poniedziałek od 20:00 do 22:00 (tylko w Radiu Rekord Kielce)
- „Mixtura” – wtorek – czwartek od 18:00 do 22:00 a w sezonie letnim poniedziałek - czwartek od 18:00 do 22:00 przy czym w Radiu Rekord Kielce audycja w poniedziałki jest nadawana do 20:00 (latem do 2023 roku audycja zmieniała nazwę na „Czas na Grill”)
- „Kalejdoskop Dnia” – poniedziałek – czwartek od 22:00 do 23:00
- „Kalejdoskop Tygodnia” – sobota – niedziela od 6:00 do 10:00 (o różnych porach w zależności od ośrodków)
- „Rekordowy Róg Obfitości” – sobota – niedziela i święta od 10:00 do 16:00.
- „10 w skali disco” – sobota od 16:00 do 18:00
- „Gadu Gadu” – niedziela od 16:00 do 18:00
- „Rekord Music Tour" – Piątek od 18:00 do 00.00 (od 22:00 do północy w ramach pasma nadawane są sety DJ-skie)
- „Rekordowa Domówka" – Sobota od 20:00 do 01.00